# Hakon Ahlberg

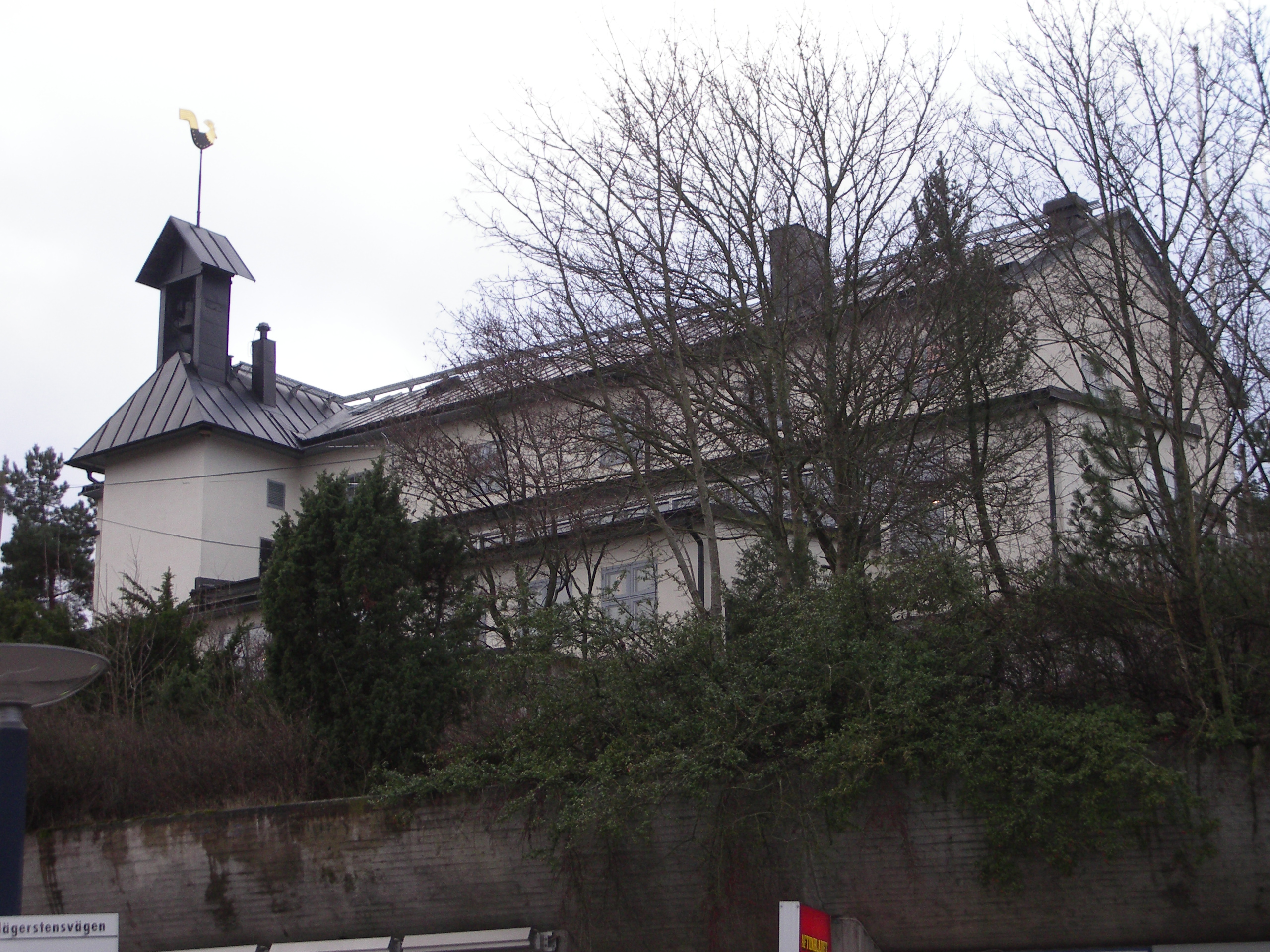
Iglesia de Mälarhöjdens, Estocolmo, 1929.

Hakon Ahlberg (Harplinge, 10 de junio de 1891 - Estocolmo, 12 de marzo de 1984) fue un arquitecto, editor y autor sueco, más conocido como el arquitecto oficial de la reparación y restauración del castillo de Gripsholm, cerca de la ciudad de Mariefred en el centro de Suecia. Fue uno de los miembros fundadores y primer presidente de la SAR (Asociación de Arquitectos de Suecia), participante activo en el debate arquitectónico en Suecia, y editor jefe de las revistas de arquitectura Arkitekten y Byggmästaren. También fue presidente de la Academia Sueca de Bellas Artes entre 1954 y 1962. 
Ahlberg estudió arquitectura en el Instituto Real de Tecnología, terminando sus estudios en 1914. También realizó estudios en la Real Academia Sueca de las Artes entre 1914 y 1917, siendo uno de sus más influyentes maestros, Ivar Tengbom. 
Su principal papel en la arquitectura sueca no fue como "líder de estilo", sino como líder idealista, como organizador y portavoz de la profesión de arquitectura en Suecia. 
Como arquitecto, formó parte del breve movimiento llamado “clasicismo nórdico”, pero con claros vínculos con la arquitectura vernácula sueco, tal como se expresa en la simple casas de madera que diseñó para la Confederación de Sindicatos de Suecia de la Academia Popular de Brunnsvik en 1928. Diseñó varias iglesias (p. e., la iglesia Mälarhöjdens en Estocolmo, 1929), museos y hospitales, así como viviendas. Sus obras más importantes son el pabellón de Artes y Oficios en la Exposición Conmemorativa de Gotemburgo (1923), y los grandes almacenes PUB en el centro de Estocolmo realizados en 1924. 
Ahlberg diseñó varios hospitales, incluido el hospital psiquiátrico Sidsjön en Subdsvallm (1939-44), la clínica de la Infancia en Oslo, Noruega (1946-50), y el Hospital Universitario de Maracaibo en Venezuela (1946-54). 
En 1973 fue galardonado con la Medalla Alvar Aalto